# Elimkyrkan, Eskilstuna
Elimkyrkan, belägen i centrala Eskilstuna, invigdes 1910 som kyrkolokal för Eskilstuna Baptistförsamling, numera Elimkyrkans Baptistförsamling. Vid den tiden kunde en frikyrkoförsamling inte äga fast egendom varför en särskild byggnadsförening bildades inom församlingen för att ansvara för bygget och ägandet.
Kyrksalen är oktagonal med upphöjd talarstol längst fram. Kyrksalens fond domineras av piporgelns fasad. Orgeln, som byggdes samtidigt med kyrkan och byggdes om 1953, är pneumatisk med två manualer och pedal med sammanlagt 17 stämmor.
Vid en sångarkonferens i Elimkyrkan 1912 bildades Sveriges första körsångarförbund, Svenska Baptisternas Sångarförbund.